# Jamie Johnson
Jamie Johnson és una sèrie de televisió de drama infantil britànica emesa a la CBBC del 8 de juny de 2016 al 17 de novembre de 2022. La sèrie segueix el personatge homònim, interpretat per Louis Dunn, mentre compagina l'institut i els problemes a casa amb el fet de ser un futbolista talentós. Per al 2023 es va anunciar una nova sèrie derivada, Jamie Johnson FC, ambientada en el món del futbol acadèmic d'elit. S'ha doblat al català pel canal Super3.
El programa inclou diversos cameos de futbolistes, com Gary Lineker, Steph Houghton, Raheem Sterling, Luis Suarez i Vincent Kompany.